# 강박관념 (1976년 영화)
강박관념(Obsession)은 미국에서 제작된 브라이언 드 팔마 감독의 1976년 스릴러 영화이다. 클리프 로버트슨 등이 주연으로 출연하였다.

## 출연

### 주연
- 클리프 로버트슨
- 주느비에브 뷔졸드
- 존 리스고